# Ski
Ski è un ex comune norvegese della contea di Akershus. Dal 1º gennaio 2020 è diventato parte del comune di Nordre Follo, diventato comune della neoistituita contea di Viken.

## Amministrazione

### Gemellaggi
- Solna
- Gladsaxe[1]